# Émile Torchebœuf
Émile Torcheboeuf, nacido el 17 de junio de 1876 en Saint-Ouen, es un atleta francés, especialista en salto de longitud sin impulso. En los Juegos Olímpicos de París en 1900, obtuvo la medalla de bronce, en la disciplina señalada.